# Emil Rudolf Weiß

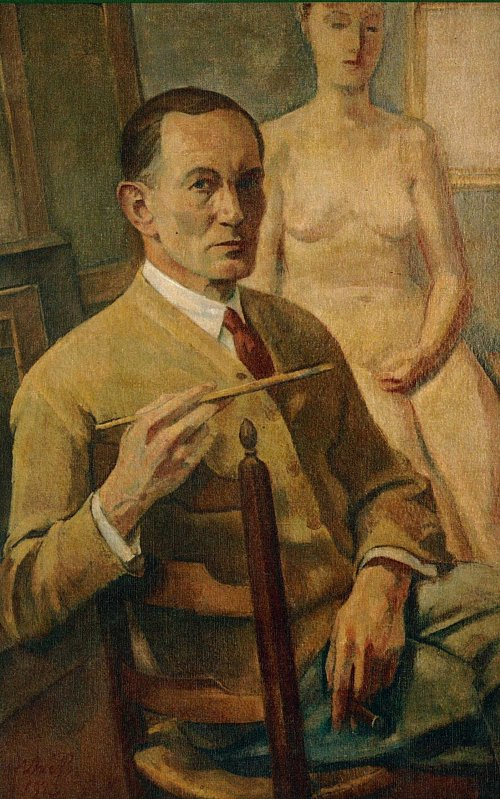
Selbstporträt (ohne Datum)

Emil Rudolf Weiß (auch Weiss, * 12. Oktober 1875 in Lahr, Baden; † 7. November 1942 in Meersburg) war ein deutscher Typograf, Medailleur, Grafiker, Maler, Lehrer und Dichter.

## Leben
Weiß wuchs in Breisach und Baden-Baden auf. Von 1893 bis 1896 studierte er an der Großherzoglich Badischen Akademie in Karlsruhe bei Robert Poetzelberger, schuf 1895 erste buchkünstlerische Arbeiten und veröffentlichte seinen ersten Lyrikband. Bis 1900 folgten vier weitere Gedichtbände. 1896/97 erfolgte ein Gaststudium an der Académie Julian in Paris. Weiß lernte Julius Meier-Graefe und Edvard Munch kennen. Mit Félix Vallotton stattete Weiß das Kalenderbuch Der bunte Vogel aus. Von 1897 bis 1903 setzte er sein Studium in Karlsruhe beziehungsweise Stuttgart bei Hans Thoma und Leopold Graf von Kalckreuth fort und freundete sich mit den Kommilitonen Karl Hofer, Konrad Ferdinand Edmund von Freyhold und Wilhelm Laage an. 1899 reiste er mit Karl Hofer nach Paris. 1902 begann die mäzenatische Unterstützung durch den Schweizer Großkaufmann Theodor Reinhart, die 1909 endete. 1903 erfolgte der Abschluss des Studiums und die Heirat mit der Sängerin Johanna Schwan.
Weiß gehörte zu den ersten Übersetzern Arthur Rimbauds; 1910 wurden zwei von ihm übersetzte Rimbaud-Gedichte in der Wiener Rundschau veröffentlicht.

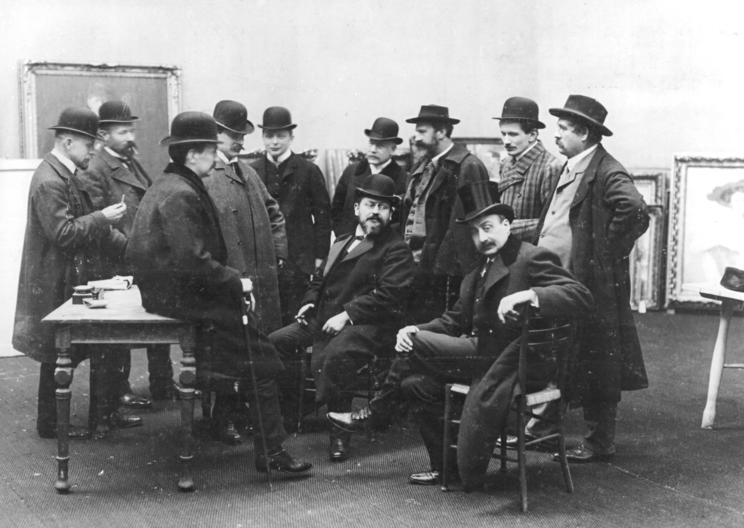
Jury für die Ausstellung der Berliner Secession, 1908, mit Emil Rudolf Weiß (stehend, Zweiter von rechts). Außerdem von links: Fritz Klimsch, August Gaul, Walter Leistikow, Hans Baluschek, Paul Cassirer, Max Slevogt (sitzend), George Mosson (stehend), Max Kruse (stehend), Max Liebermann (sitzend), Lovis Corinth (stehend)

Karl Ernst Osthaus verpflichtete Weiß von 1903 bis 1906 an die Malschule des von ihm begründeten Folkwang-Museums in Hagen. In Hagen betätigte sich Weiß künstlerisch äußerst vielseitig. Bereits 1902 hatte er Sammelbilder für den Kölner Schokoladeproduzenten Ludwig Stollwerck entworfen. Daneben war er intensiv buchgestalterisch tätig, u. a. für die Verlage S. Fischer und Schaffstein. 1904 nahm er an der ersten, damals noch von der Münchner Sezession ausgerichteten Ausstellung des Deutschen Künstlerbundes im Königlichen Kunstausstellungsgebäude am Königplatz mit einem Gemälde teil. Im selben Jahr erschien das von Richard Dehmel herausgegebene Kinderbuch „Der Buntscheck“, für das u. a. Weiß Illustrationen schuf. 1907 berief Bruno Paul Weiß an die Unterrichtsanstalt des Berliner Kunstgewerbemuseums. Aufnahme in die Berliner Secession. Reise zu Karl Hofer nach Rom.

Renée Sintenis, porträtiert von Emil Rudolf Weiß (1915)

1910 wurde er Professor an der Berliner Kunstgewerbeschule (später Vereinigte Staatsschulen für Freie und Angewandte Kunst), wo er bis 1933 die Fachklasse für dekorative Wandmalerei und Musterzeichnen leitete. 1914 erfolgte die Scheidung von Johanna Schwan. 1917 wurde Weiß zum Kriegsdienst eingezogen, aber wegen Herzbeschwerden nach kurzer Zeit wieder entlassen. Im gleichen Jahr heiratete er die Bildhauerin Renée Sintenis, deren Porträt von Weiß 1929 durch den Kunstsammler Alfred Flechtheim erworben wurde. 1922 erfolgte seine Aufnahme in die Preußische Akademie der Künste zu Berlin. Zum 50. Geburtstag von Emil Rudolf Weiß erschien 1925 im Auftrag zahlreicher Verlage eine umfangreiche Festschrift, die sein buch- und schriftgestalterisches Werk würdigt. Er entwarf die Wertseiten der 1-, 2-, 3- und 5-Reichsmark-Münzen sowie die Hundertjahrtasse. 1927 wurde Weiß Mitbegründer der Badischen Secession. 1928 entwarf er für die Bauersche Gießerei die Schriftfamilie Weiß-Antiqua, die auch heute noch eingesetzt wird. 1929 nahm er mit drei Ölgemälden, darunter einem Doppelakt, an der DKB-Jahresausstellung im Kölner Staatenhaus teil.
1933 entzogen die Nationalsozialisten Weiß das Lehramt. Er lebte fortan ausschließlich von seiner buch- und schriftkünstlerischen Tätigkeit und zog sich immer öfter in seine badische Heimat zurück. Als ordentliches Mitglied des Deutschen Künstlerbundes beteiligte er sich noch an der letzten, von der Reichskunstkammer zwangsweise geschlossenen Jahresausstellung 1936 im Hamburger Kunstverein. 1937 erfolgte sein Ausschluss aus der Akademie der Künste.
Nach seinem Tod in Meersburg wurde Weiß auf seinen Wunsch hin in Bernau im Schwarzwald beigesetzt. Eine erste Gedächtnisausstellung fand 1944 im Freiburger Kunstverein statt.

## Werke (Auswahl)

### Malerei und Grafik

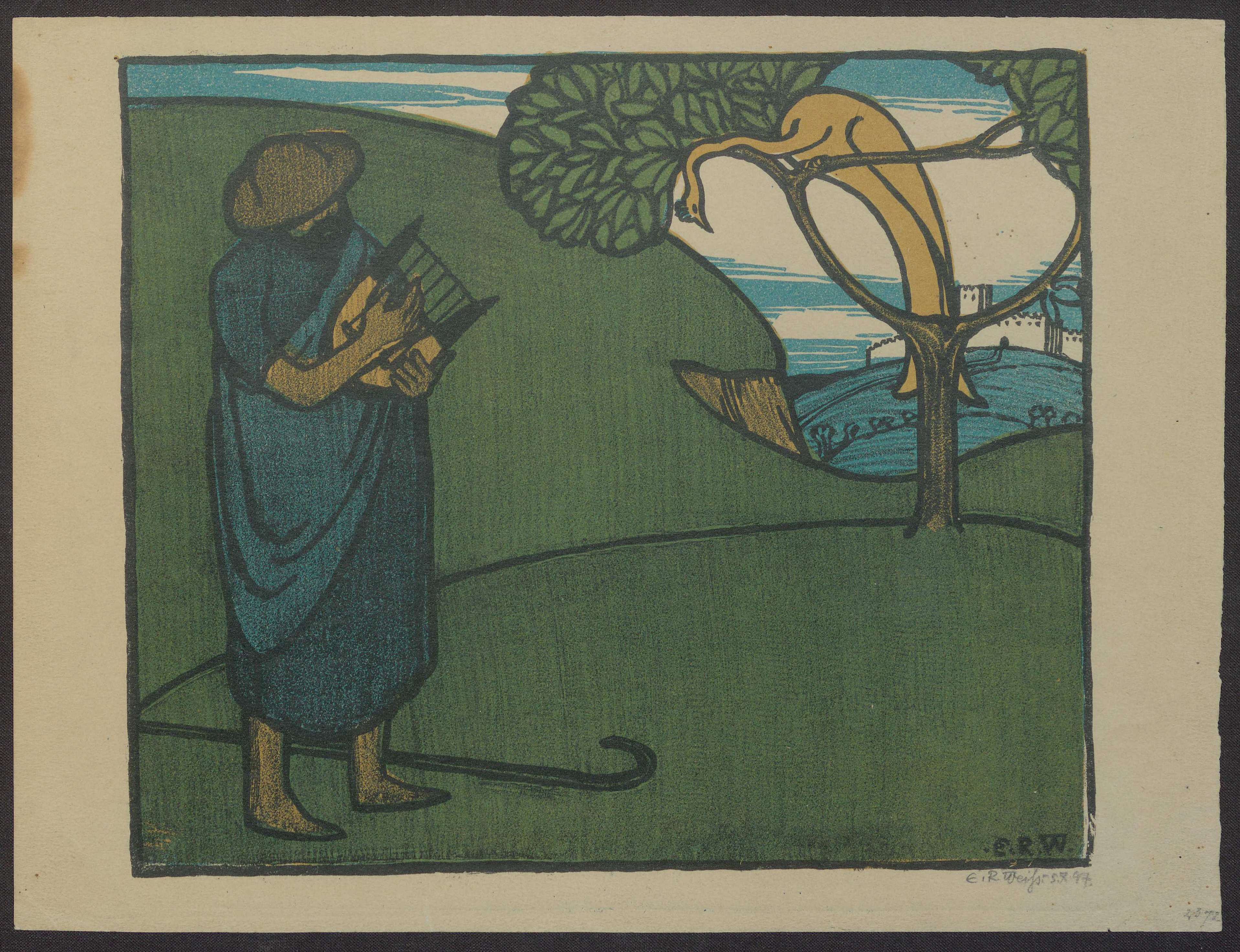
„Der Hirte“ von 1897

- 1899: Der Bettler[8], Die Bäuerin (Holzschnitte), jew. 21 × 25,6 cm
- 1904: Apfelteller
- um 1915–1920: Bildnis Renée Sintenis, Öl, 35 × 25 cm; Neue Nationalgalerie Berlin[9]
- 1919: Mädchenakt, kauernd, Leinwand, von der Heydt-Museum, Wuppertal
- 1928: Zwei Mädchen
- 1929: R. Sintenis mit Hund
- Bildnis Renée Sintenis (1930, Öl, 87,5 × 63 cm; Neue Nationalgalerie Berlin)[10]
- Selbstbildnis, Öl auf Leinwand, Kunsthalle Karlsruhe
- Atelierstilleben, Öl auf Leinwand, Städelmuseum, Frankfurt a. M.

### Weiß-Schriftarten
Unter anderem schuf Weiß die folgenden Schriftarten: Weiß-Fraktur (1913), die der Kategorie Französische Renaissance-Antiqua angehörende Weiß-Antiqua (1928), Weiß-Gotisch (1936) und Weiß-Rundgotisch (1937).